# Шап (Арденны)
Шап (фр. Chappes) — коммуна во Франции, находится в регионе Шампань — Арденны. Департамент — Арденны. Входит в состав кантона Шомон-Порсьен. Округ коммуны — Ретель.
Код INSEE коммуны — 08102.
Коммуна расположена приблизительно в 165 км к северо-востоку от Парижа, в 75 км севернее Шалон-ан-Шампани, в 37 км к юго-западу от Шарлевиль-Мезьера.

## Население
Население коммуны на 2008 год составляло 93 человека.
| 1962 | 1968 | 1975 | 1982 | 1990 | 1999 | 2008 |
| ---- | ---- | ---- | ---- | ---- | ---- | ---- |
| 110  | 117  | 95   | 89   | 71   | 91   | 93   |

## Администрация
| Период | Период | Фамилия        | Партия | Должность |
| ------ | ------ | -------------- | ------ | --------- |
| 2001   | 2008   | Рене Марлуа    |        |           |
| 2008   |        | Жозеф Малькорп |        |           |

## Экономика
В 2007 году среди 52 человек в трудоспособном возрасте (15—64 лет) 35 были экономически активными, 17 — неактивными (показатель активности — 67,3 %, в 1999 году было 73,1 %). Из 35 активных работали 31 человек (17 мужчин и 14 женщин), безработных было 4 (2 мужчин и 2 женщины). Среди 17 неактивных 7 человек были учениками или студентами, 3 — пенсионерами, 7 были неактивными по другим причинам.

## Фотогалерея

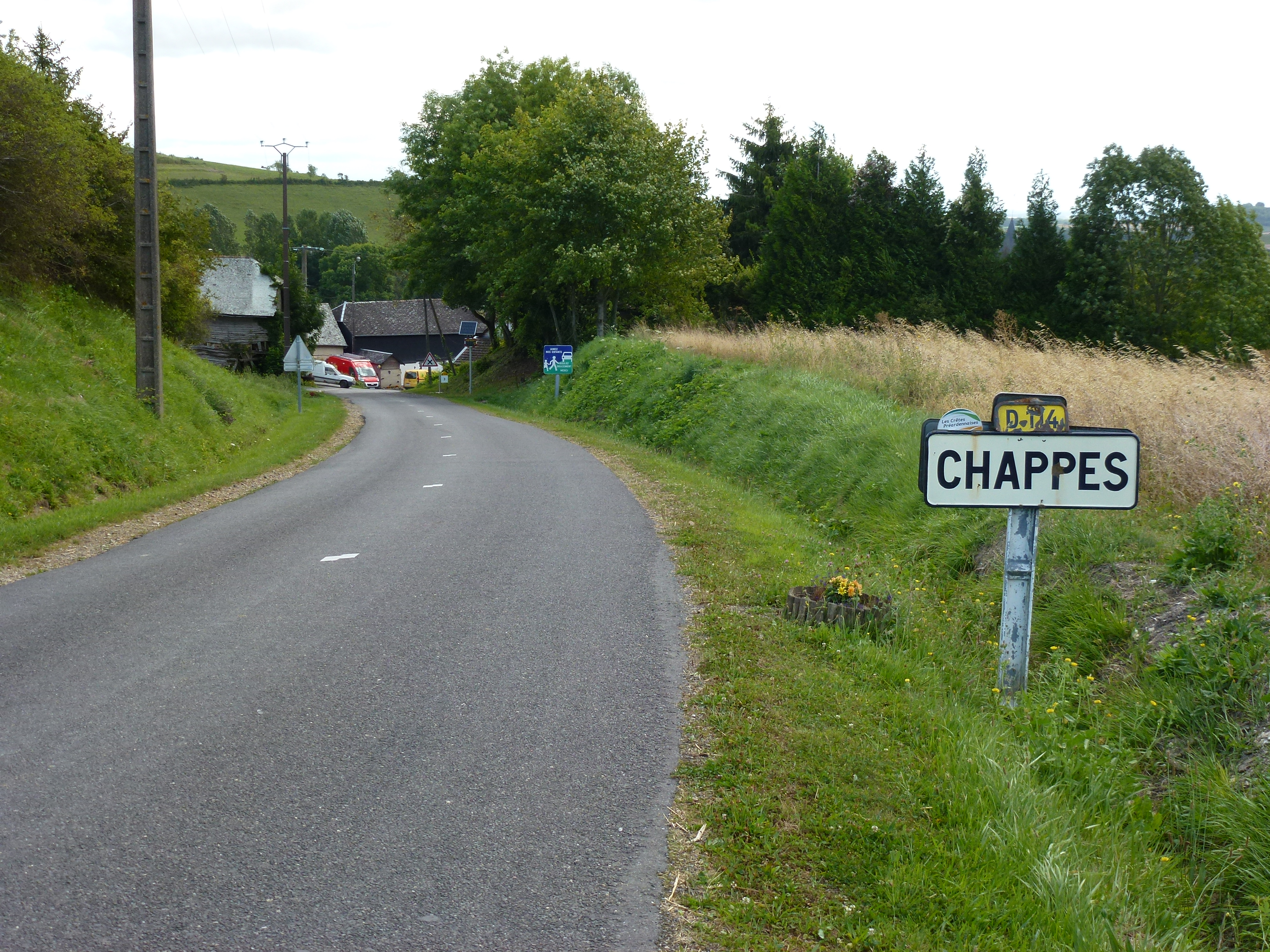
Въезд в Шап
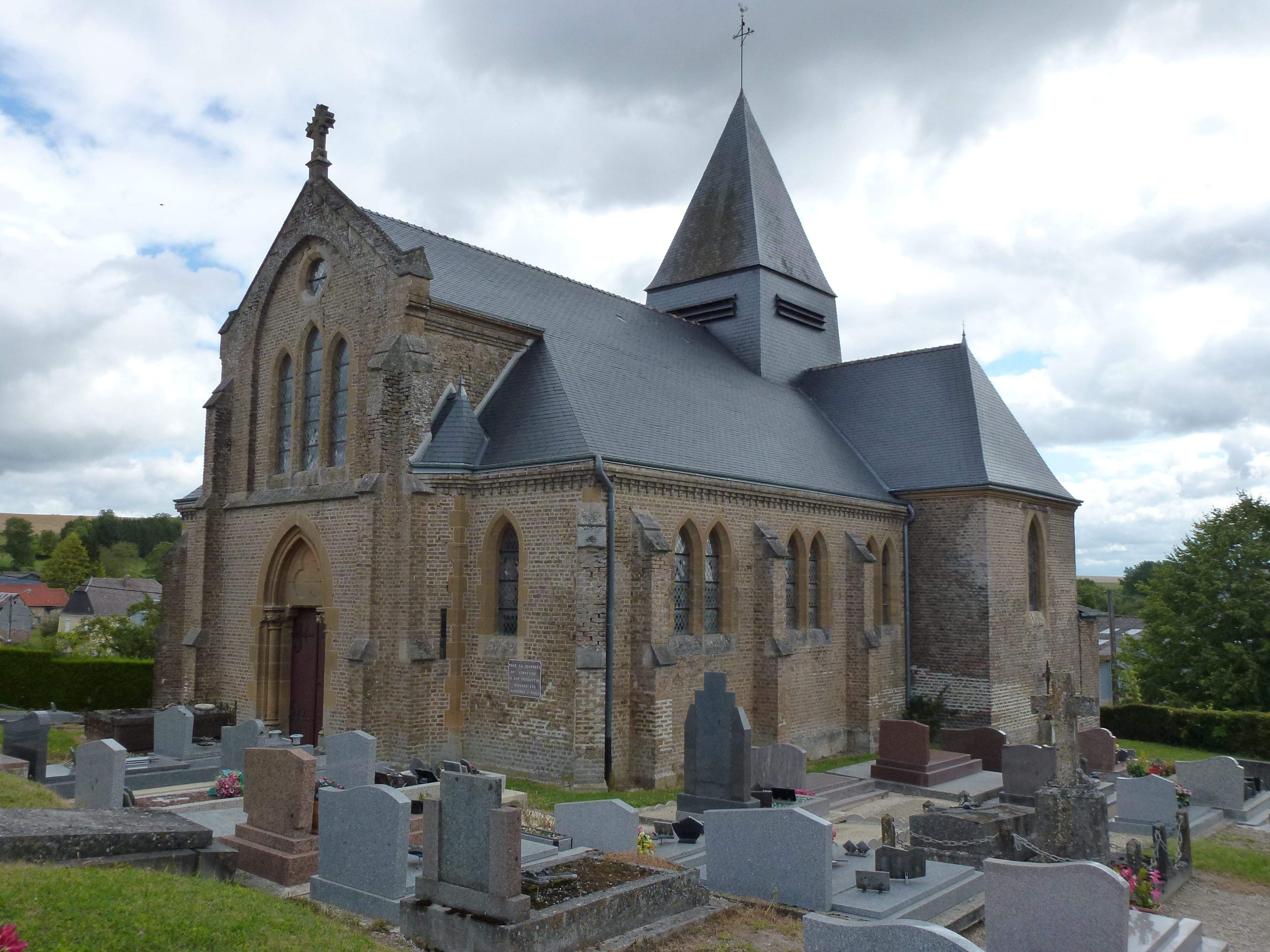
Церковь
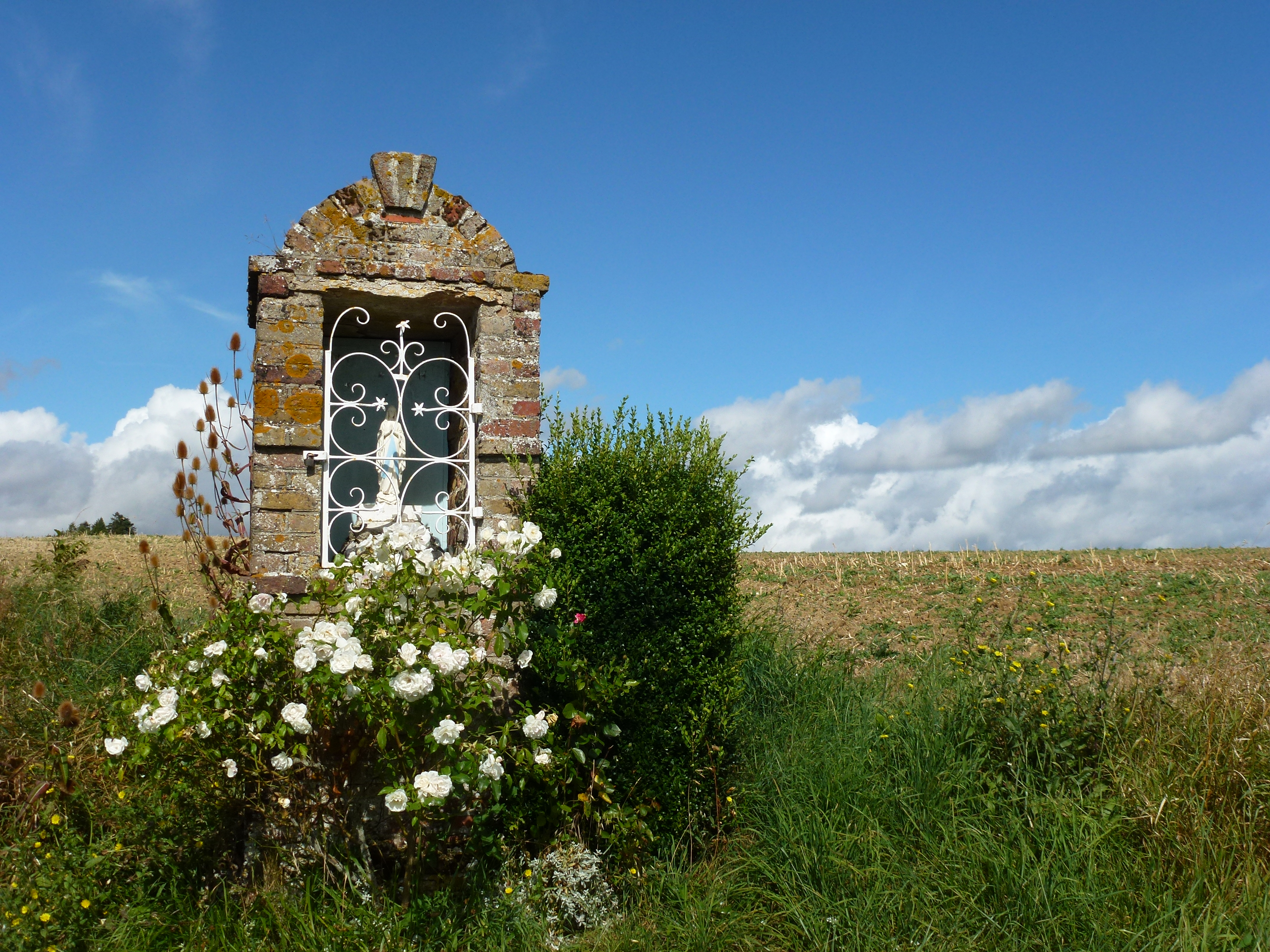
Часовня-ораторий
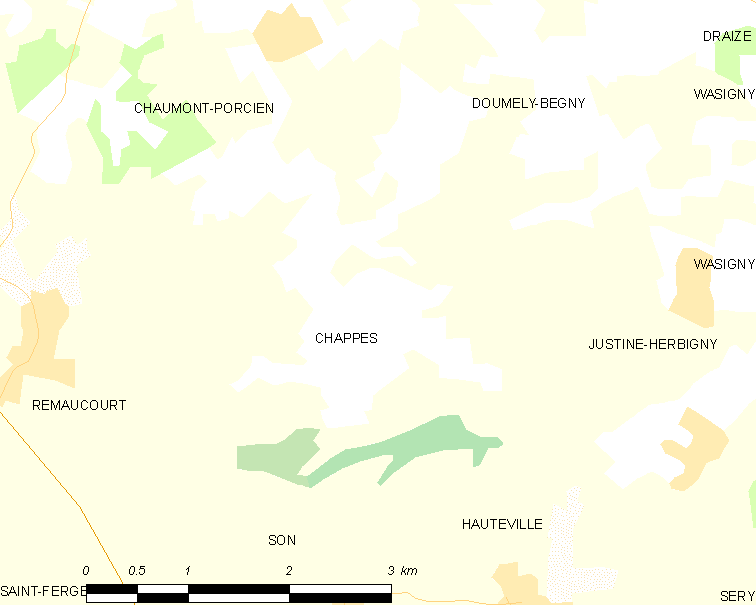
Карта коммуны